# Hollerbacher Malerkolonie
Die Hollerbacher Malerkolonie bezeichnet eine Gruppe von Malern, die sich in Hollerbach, heute ein Stadtteil von Buchen im badischen Odenwald, zwischen 1905 und 1915 zusammenfanden. So unterschiedlich wie ihre Herkunft, so unterschiedlich waren ihre Kunstanschauungen und Werke. Die meisten kannten sich vom Studium an der Kunstakademie in Karlsruhe. Abseits aller großstädtischen Hektik fanden sie in Hollerbach auf dem Lande ihre Bildmotive und suchten nach der Verwirklichung ihrer Ideale und nach neuen Ausdrucksmöglichkeiten ihrer künstlerischen Freiheit.

## Entstehung und Auflösung
Der Maler Franz Wallischeck war der „erste Hollerbacher“ und kam wohl erstmals nach Hollerbach, nachdem er 1897/98 die katholische Pfarrkirche St. Pankratius in Mudau ausgemalt, die Jagd in Hollerbach gepachtet hatte und dort seinen Wohnsitz nahm. Im Jahr 1905 kam Arthur Grimm als Schüler an der Kunstgewerbeschule Karlsruhe nach Hollerbach und traf auf Franz Wallischeck. 1907 zog er mit seinem späteren Studienkameraden Wilhelm Guntermann von der Kunstakademie Karlsruhe zu regelmäßigen Sommeraufenthalten nach Hollerbach. Damit war dort eine Malerkolonie gegründet. Weitere Maler – allesamt Schüler von Wilhelm Trübner – und Kunstfreunde gesellten sich hinzu, so 1908 Waldemar Coste, 1909 Rudolf Burckhardt und um 1910 Ejner Quaade. Der Deutschamerikaner Harold Bruntsch kam erstmals 1911, schien hingegen in der Kolonie mehr für die Leibesertüchtigung zuständig gewesen zu sein. Verweilt wurde im Gasthaus Zum Engel, geführt von der Familie Schwab sowie im sogenannten Hofmannshaus. Gemeinsam wurde gemalt, gejagt, Sport getrieben und musiziert. Abseits ihrer Ursprünglichkeit beraubten Städte fanden sie hier stimmungsvolle Motive und fanden den Kontakt mit der Natur wieder. Durch die Auswirkungen des Ersten Weltkriegs löste sich die Malerkolonie um 1915 auf und die Wege der Künstler trennten sich. Guntermann jedoch baute sich am Rand des Ortes ein eigenes Wohnhaus und hatte von 1914 bis 1929 seinen ständigen Wohnsitz in Hollerbach, wo er als freier Maler arbeitete. Wallischek hielt bis zu seinem Tod dem Ort die Treue.

## Die Maler

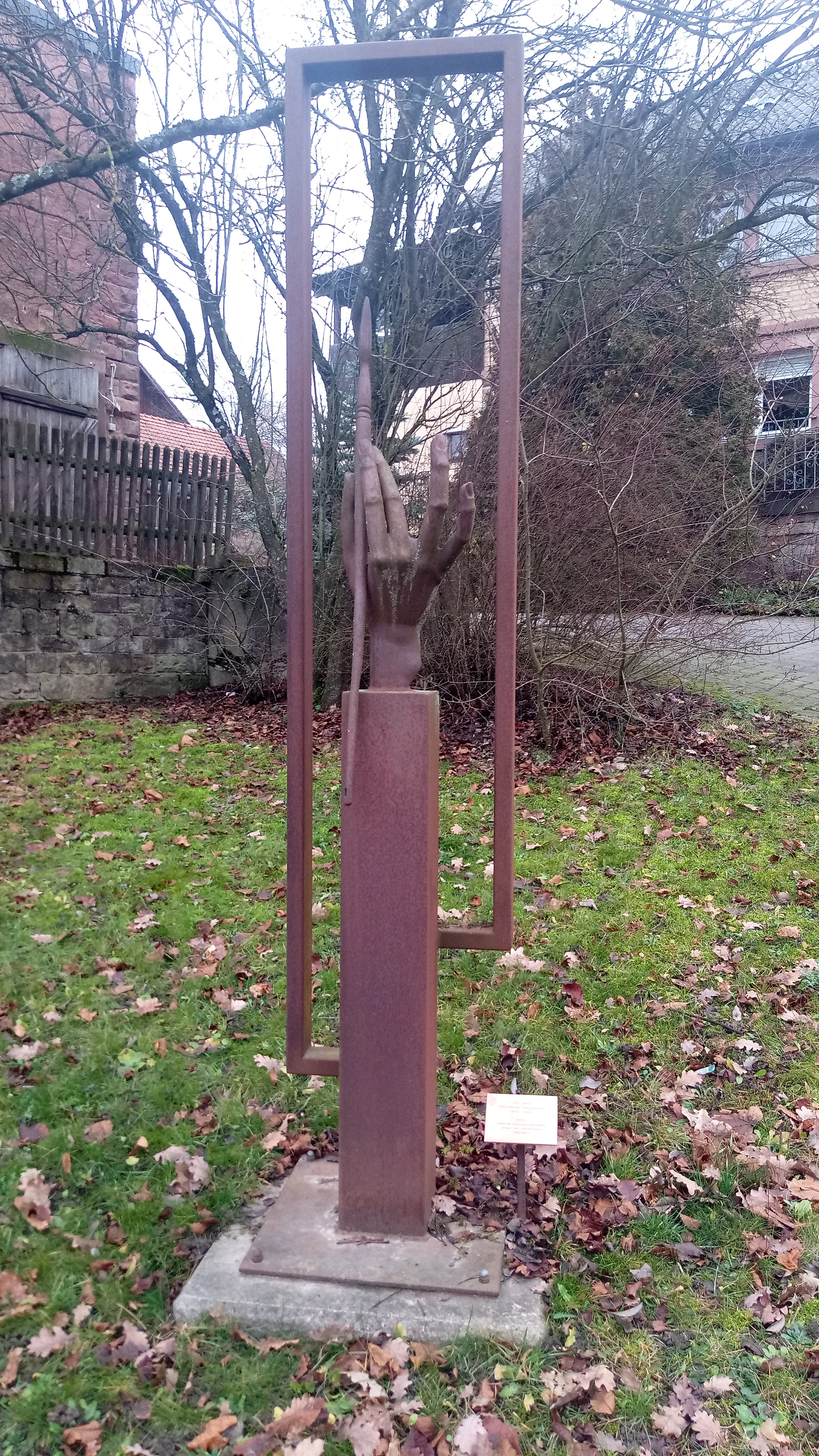
Skulptur 'Hundert Jahre Hollerbacher Malerkolonie'

Aus dem Bewusstsein der Öffentlichkeit, sind die Maler fast vollständig verschwunden, ein Grund dafür vermutete Michael Sieber 1980 darin, dass die Neuerungen nicht bahnbrechend waren und diese nicht bereit waren, sich der Avantgarde anzuschließen. Dabei scheiterten die Künstler beim Versuch, mit Stilmitteln des 19. Jahrhunderts sich den Herausforderungen des 20. Jahrhunderts zu stellen. In einer Zeit in dem Europa schon dem Expressionismus huldigte vermisst man einen stürmischen Aufbruch gänzlich. Die einzelnen Maler waren:
- Franz Wallischeck, * 3. Dezember 1865 in Wiesloch; † 23. Februar 1941 in Karlsruhe.
- Arthur Grimm, * 11. Februar 1883 in Mudau; † 23. Februar 1948 in Mudau.
- Wilhelm Guntermann, * 19. März 1887 in Bensheim als Sohn eines wohlhabenden Kaufmanns; † 23. November 1976 in Darmstadt; Studium an der Karlsruher Kunstakademie; malte in Hollerbach große Bilder, Landschaften und Bauern, Pferde und Kühe.[5]
- Waldemar Coste, * 26. Mai 1887 in Kiel; † 28. Februar 1948 in Glinde bei Hamburg.
- Rudolf Wilhelm Burckhardt-Kestner, * 10. Juli 1888 in Basel als Sohn eines Bankiers; † 26. Dezember 1974 in Pully bei Lausanne.
- Ejner Quaade, * 1885 in Horsens in Dänemark; † 2. November 1966 in Silkeborg; malte in Hollerbach Talpartien und Bäume.
- Harold Bruntsch, * 16. Juli 1891 in Alameda; † 15. November 1959 in San Francisco.[6]

Und als zeitweiliger Gast:
- Stephanie Grimm-Brenner, * 25. Oktober 1886 in Baden-Baden; † 31. Januar 1977 in Baden-Baden; Malerin und Ehefrau von Arthur Grimm
- Ulla Marx; aus Mannheim
- Liesel Ravenstein; aus Frankfurt
- Richard Benz aus Heidelberg
- Kurt Karl Eberlein aus Berlin